# Сашино (Ломоносовский район)

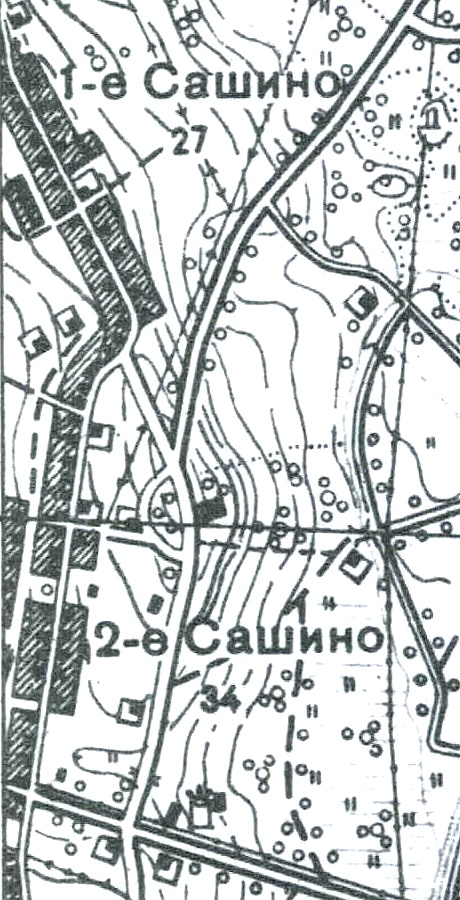
План деревни Сашино. 1939 год

Сашино (фин. Kylänpää) — деревня в Низинском сельском поселении Ломоносовского района Ленинградской области.

## История
В 1851 году по распоряжению императора Николая I деревни Какушкино и Бабигон снесли, а на их месте была выстроена новая деревня, под названием Сашино.

САШИНО — деревня Петергофского дворцового правления, по просёлочной дороге, число дворов — 37, число душ — 113 м. п. (1856 год)

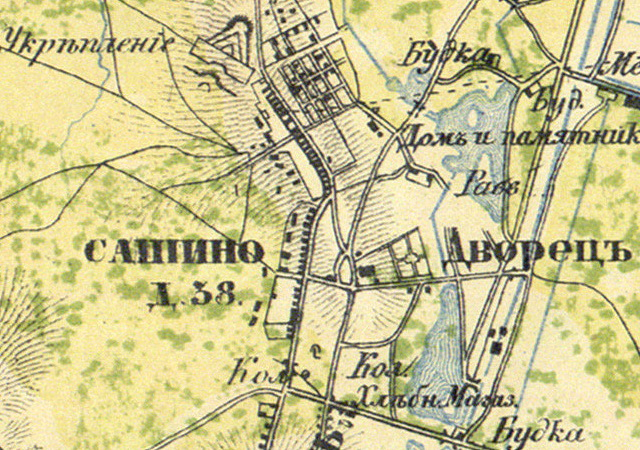
План деревни Сашино. 1860 год

Согласно «Топографической карте частей Санкт-Петербургской и Выборгской губерний» в 1860 году деревня Сашино насчитывала 38 крестьянских дворов. В деревне находился хлебный магазин.

САШИНО ПЕРВОЕ (БАБИГОН, КИЛАННАЯ) — деревня удельная при колодцах, число дворов — 37, число жителей: 80 м. п., 90 ж. п.

САШИНО ВТОРОЕ (КАНАКАНМЯККИ) — деревня удельная при колодцах, число дворов — 20, число жителей: 42 м. п., 47 ж. п. (1862 год)

В 1885 году деревня Сашино насчитывала 58 дворов. В деревне находился Лагерь инженерного училища.
В конце XIX века деревня входила в состав Ропшинской волости 1-го стана Петергофского уезда Санкт-Петербургской губернии, в начале XX века — 2-го стана. По приходским данным население деревни было исключительно финским.
По данным «Памятной книжки Санкт-Петербургской губернии» за 1905 год в Ропшинской волости числились две деревни: деревня Сашино 1-е и Сашино 2-е.
К 1913 году количество дворов в деревне Сашино увеличилось до 70.
С 1917 по 1922 год деревня входила в состав Сашинского сельсовета Бабигонской волости Петергофского уезда. Деревня состояла из двух частей: Сашино 1 и Сашино 2.
С 1922 года в составе Симагонского сельсовета Ораниенбаумской волости.
С 1923 года в составе Троцкого уезда.
С 1924 года в составе Бабигонского сельсовета.
Согласно данным переписи населения СССР 1926 года в деревне Сашино I проживали 127 человек — большинство финны, а также русские; в деревне Сашино II проживали 211 человек — большинство финны, а также русские и немцы.
С 1927 года в составе Ораниенбаумского района.
В 1928 году население деревни Сашино составляло 338 человек.
По данным 1933 года деревня Сашино II являлась административным центром Бабигонского финского национального сельсовета Ораниенбаумского района, в который входили 19 населённых пунктов: деревни Владимирово, Знаменская Колония, Князево, Костино, Кузнецы, Левдузи, Лукшино, Мариино, Мишино, Низино, Нотколово, Ольгино, Санино, Сашино I, Сашино II, Симагоны Большие, Симагоны Малые, Темяшкино, Троицкая, общей численностью населения 1511 человек.
По данным 1936 года в состав Бабигонского финского национального сельсовета входили 16 населённых пунктов, 641 хозяйство и 12 колхозов.
Согласно топографической карте 1939 года деревня 1-е Сашино насчитывала 27 дворов, 2-е Сашино — 34 двора.
Деревня была освобождена от немецко-фашистских оккупантов 20 января 1944 года.
С 1963 года в составе Гатчинского района.
С 1965 года вновь в составе Ломоносовского района. В 1965 году население деревни Сашино составляло 217 человек.
По данным 1966 года деревни 1-е и 2-е Сашино также входили в состав Бабигонского сельсовета.
По данным 1973 и 1990 годов деревня Сашино входила в состав Бабигонского сельсовета.
В 1997 году в деревне Сашино Бабигонской волости проживали 27 человек, в 2002 году — 35 человек (русские — 97 %), в 2007 году — 57.

## География
Деревня расположена в северо-восточной части района на автодороге 41К-247 (Новый Петергоф — Сашино), к северу от административного центра поселения деревни Низино.
Расстояние до административного центра поселения — 3 км.
Расстояние до железнодорожной станции Новый Петергоф — 8 км; до ближайшей станции Старый Петергоф — 3,5 км.
Деревня находится на левом берегу реки Шингарка.

## Демография
| 1862 | 2002 | 2007 | 2010 | 2017 |
| ---- | ---- | ---- | ---- | ---- |
| 259  | ↘35  | ↗57  | ↗69  | ↗95  |

## Улицы
1-й Дачный проезд, 2-й Дачный проезд, 3-й Дачный проезд, 4-й Дачный проезд, 5-й Дачный проезд, 6-й Дачный проезд, 7-й Дачный проезд, 8-й Дачный проезд, Андреевская, Верхняя, Дачная, Ивановская, Клодта, Кузнечный переулок, Луговая, Михайловская, Павловская, Романовская, Сиреневая.